# Hanna Burmistrova
Hanna Burmistrova   (Rostov del Don, 16 de juny de 1977) és una jugadora d'handbol ucraïnesa, ja retirada, que va competir a cavall del segle XX i el segle xxi.
El 2004 va prendre part en els Jocs Olímpics d'Atenes, on guanyà la medalla de bronze en la competició d'handbol. A nivell de clubs jugà al HC Motor de Zaporíjia, Rostov-Don i Budućnost de Podgorica.